# 베네수엘라 축구 국가대표팀
베네수엘라 축구 국가대표팀(스페인어: Selección de fútbol de Venezuela)은 베네수엘라를 대표하는 축구 국가대표팀으로 베네수엘라 축구 연맹에서 관리하고 있다. 1938년 2월 12일 파나마와의 국제 A매치 데뷔전에서 1-2로 패했으며 현재 에스타디오 폴리데포르티보 데 푸에블로 누에보와 에스타디오 호세 안토니오 안조아테기 그리고 폴리데포르티보 카차마이를 홈 구장으로 사용하고 있다.

## 개요
일본과의 2019년 11월 19일 국제 A매치 평가전에서 4-1로 대승을 거두는가 하면 2014년 FIFA 월드컵 남미 지역 예선에서 강호 아르헨티나를 상대로 페르난도 아모레비에타의 골로 1-0 승리를 거두는 등 실력이 약한 팀은 아니지만 축구의 강호들로만 구성된 대륙인 '남아메리카'라는 문제로 인해 본선에 진출하지 못하고 있다.

## 국제 대회 경력

### FIFA 월드컵
현재까지 남미 축구 연맹 회원국 가운데 유일하게 월드컵 본선 기록이 전무하며 그나마 2014년 FIFA 월드컵 남미 지역 예선 16경기에서 5승 5무 6패·6위의 성적으로 역대 월드컵 지역 예선에서 가장 좋은 성적을 기록했지만 강팀들이 즐비한 남미 대륙에서 별다른 두각을 드러내지 못하면서 월드컵 지역 예선 때마다 예선 탈락의 고배를 마시고 있다.

### 코파 아메리카
코파 아메리카에는 20번 출전하여 자국에서 열린 2007년 대회에서 8강에 오르며 사상 첫 메이저 대회 본선 토너먼트 진출을 이뤄냈고 이것도 모자라 아르헨티나에서 열린 2011년 대회에서 4위를 차지하면서 역대 모든 국제 대회를 통틀어 가장 좋은 성적을 거두었으며 2016년과 2019년 그리고 2024년 대회에서도 8강에 이름을 올렸다.

## FIFA 월드컵 (본선)
| 년도   | 결과      | 순위      | 경기      | 승        | 무*       | 패        | 득점      | 실점      | 승점      |
| ------ | --------- | --------- | --------- | --------- | --------- | --------- | --------- | --------- | --------- |
| 1930년 | 비회원국  | 비회원국  | 비회원국  | 비회원국  | 비회원국  | 비회원국  | 비회원국  | 비회원국  | 비회원국  |
| 1934년 | 비회원국  | 비회원국  | 비회원국  | 비회원국  | 비회원국  | 비회원국  | 비회원국  | 비회원국  | 비회원국  |
| 1938년 | 비회원국  | 비회원국  | 비회원국  | 비회원국  | 비회원국  | 비회원국  | 비회원국  | 비회원국  | 비회원국  |
| 1950년 | 비회원국  | 비회원국  | 비회원국  | 비회원국  | 비회원국  | 비회원국  | 비회원국  | 비회원국  | 비회원국  |
| 1954년 | 불참      | 불참      | 불참      | 불참      | 불참      | 불참      | 불참      | 불참      | 불참      |
| 1958년 | 기권      | 기권      | 기권      | 기권      | 기권      | 기권      | 기권      | 기권      | 기권      |
| 1962년 | 불참      | 불참      | 불참      | 불참      | 불참      | 불참      | 불참      | 불참      | 불참      |
| 1966년 | 예선 탈락 | 예선 탈락 | 예선 탈락 | 예선 탈락 | 예선 탈락 | 예선 탈락 | 예선 탈락 | 예선 탈락 | 예선 탈락 |
| 1970년 | 예선 탈락 | 예선 탈락 | 예선 탈락 | 예선 탈락 | 예선 탈락 | 예선 탈락 | 예선 탈락 | 예선 탈락 | 예선 탈락 |
| 1974년 | 기권      | 기권      | 기권      | 기권      | 기권      | 기권      | 기권      | 기권      | 기권      |
| 1978년 | 예선 탈락 | 예선 탈락 | 예선 탈락 | 예선 탈락 | 예선 탈락 | 예선 탈락 | 예선 탈락 | 예선 탈락 | 예선 탈락 |
| 1982년 | 예선 탈락 | 예선 탈락 | 예선 탈락 | 예선 탈락 | 예선 탈락 | 예선 탈락 | 예선 탈락 | 예선 탈락 | 예선 탈락 |
| 1986년 | 예선 탈락 | 예선 탈락 | 예선 탈락 | 예선 탈락 | 예선 탈락 | 예선 탈락 | 예선 탈락 | 예선 탈락 | 예선 탈락 |
| 1990년 | 예선 탈락 | 예선 탈락 | 예선 탈락 | 예선 탈락 | 예선 탈락 | 예선 탈락 | 예선 탈락 | 예선 탈락 | 예선 탈락 |
| 1994년 | 예선 탈락 | 예선 탈락 | 예선 탈락 | 예선 탈락 | 예선 탈락 | 예선 탈락 | 예선 탈락 | 예선 탈락 | 예선 탈락 |
| 1998년 | 예선 탈락 | 예선 탈락 | 예선 탈락 | 예선 탈락 | 예선 탈락 | 예선 탈락 | 예선 탈락 | 예선 탈락 | 예선 탈락 |
| 2002년 | 예선 탈락 | 예선 탈락 | 예선 탈락 | 예선 탈락 | 예선 탈락 | 예선 탈락 | 예선 탈락 | 예선 탈락 | 예선 탈락 |
| 2006년 | 예선 탈락 | 예선 탈락 | 예선 탈락 | 예선 탈락 | 예선 탈락 | 예선 탈락 | 예선 탈락 | 예선 탈락 | 예선 탈락 |
| 2010년 | 예선 탈락 | 예선 탈락 | 예선 탈락 | 예선 탈락 | 예선 탈락 | 예선 탈락 | 예선 탈락 | 예선 탈락 | 예선 탈락 |
| 2014년 | 예선 탈락 | 예선 탈락 | 예선 탈락 | 예선 탈락 | 예선 탈락 | 예선 탈락 | 예선 탈락 | 예선 탈락 | 예선 탈락 |
| 2018년 | 예선 탈락 | 예선 탈락 | 예선 탈락 | 예선 탈락 | 예선 탈락 | 예선 탈락 | 예선 탈락 | 예선 탈락 | 예선 탈락 |
| 2022년 | 예선 탈락 | 예선 탈락 | 예선 탈락 | 예선 탈락 | 예선 탈락 | 예선 탈락 | 예선 탈락 | 예선 탈락 | 예선 탈락 |
| 합계   |           |           |           |           |           |           |           |           |           |

### FIFA 월드컵 (예선)
| 년도   | 순위                                     | 경기                                     | 승                                       | 무*                                      | 패                                       | 득점                                     | 실점                                     | 승점                                     |                                          |
| ------ | ---------------------------------------- | ---------------------------------------- | ---------------------------------------- | ---------------------------------------- | ---------------------------------------- | ---------------------------------------- | ---------------------------------------- | ---------------------------------------- | ---------------------------------------- |
| 1930년 | 비회원국                                 | 비회원국                                 | 비회원국                                 | 비회원국                                 | 비회원국                                 | 비회원국                                 | 비회원국                                 | 비회원국                                 |                                          |
| 1934년 | 비회원국                                 | 비회원국                                 | 비회원국                                 | 비회원국                                 | 비회원국                                 | 비회원국                                 | 비회원국                                 | 비회원국                                 |                                          |
| 1938년 | 비회원국                                 | 비회원국                                 | 비회원국                                 | 비회원국                                 | 비회원국                                 | 비회원국                                 | 비회원국                                 | 비회원국                                 |                                          |
| 1950년 | 비회원국                                 | 비회원국                                 | 비회원국                                 | 비회원국                                 | 비회원국                                 | 비회원국                                 | 비회원국                                 | 비회원국                                 |                                          |
| 1954년 | 불참                                     | 불참                                     | 불참                                     | 불참                                     | 불참                                     | 불참                                     | 불참                                     | 불참                                     |                                          |
| 1958년 | 기권                                     | 기권                                     | 기권                                     | 기권                                     | 기권                                     | 기권                                     | 기권                                     | 기권                                     |                                          |
| 1962년 | 불참                                     | 불참                                     | 불참                                     | 불참                                     | 불참                                     | 불참                                     | 불참                                     | 불참                                     |                                          |
| 1966년 | 1조 3위                                  | 4                                        | 0                                        | 0                                        | 4                                        | 4                                        | 15                                       | 0                                        |                                          |
| 1970년 | 2조 4위                                  | 6                                        | 0                                        | 1                                        | 5                                        | 1                                        | 18                                       | 1                                        |                                          |
| 1974년 | 기권                                     | 기권                                     | 기권                                     | 기권                                     | 기권                                     | 기권                                     | 기권                                     | 기권                                     |                                          |
| 1978년 | 2조 3위                                  | 4                                        | 0                                        | 1                                        | 3                                        | 2                                        | 8                                        | 1                                        |                                          |
| 1982년 | 1조 3위                                  | 4                                        | 1                                        | 0                                        | 3                                        | 1                                        | 9                                        | 3                                        |                                          |
| 1986년 | 1조 4위                                  | 6                                        | 0                                        | 1                                        | 5                                        | 5                                        | 15                                       | 1                                        |                                          |
| 1990년 | 3조 3위                                  | 4                                        | 0                                        | 0                                        | 4                                        | 1                                        | 18                                       | 0                                        |                                          |
| 1994년 | 2조 5위                                  | 8                                        | 1                                        | 0                                        | 7                                        | 4                                        | 34                                       | 3                                        |                                          |
| 1998년 | 9위                                      | 16                                       | 0                                        | 3                                        | 13                                       | 8                                        | 41                                       | 3                                        |                                          |
| 2002년 | 9위                                      | 18                                       | 5                                        | 1                                        | 12                                       | 18                                       | 44                                       | 16                                       |                                          |
| 2006년 | 8위                                      | 18                                       | 5                                        | 3                                        | 10                                       | 20                                       | 28                                       | 18                                       |                                          |
| 2010년 | 8위                                      | 18                                       | 6                                        | 4                                        | 8                                        | 23                                       | 29                                       | 22                                       |                                          |
| 2014년 | 6위                                      | 16                                       | 5                                        | 5                                        | 6                                        | 14                                       | 20                                       | 20                                       |                                          |
| 2018년 | 10위                                     | 18                                       | 2                                        | 6                                        | 10                                       | 19                                       | 35                                       | 12                                       |                                          |
| 2022년 | 10위                                     | 18                                       | 3                                        | 1                                        | 14                                       | 14                                       | 34                                       | 10                                       |                                          |
| 합계   |                                          | 160                                      | 29                                       | 26                                       | 105                                      | 135                                      | 349                                      | 110                                      |                                          |
| 순위   | 월드컵 예선 승점 순위 : 81위 (남미 10위) | 월드컵 예선 승점 순위 : 81위 (남미 10위) | 월드컵 예선 승점 순위 : 81위 (남미 10위) | 월드컵 예선 승점 순위 : 81위 (남미 10위) | 월드컵 예선 승점 순위 : 81위 (남미 10위) | 월드컵 예선 승점 순위 : 81위 (남미 10위) | 월드컵 예선 승점 순위 : 81위 (남미 10위) | 월드컵 예선 승점 순위 : 81위 (남미 10위) | 월드컵 예선 승점 순위 : 81위 (남미 10위) |

## CONMEBOL코파 아메리카
| CONMEBOL 코파 아메리카 기록 | CONMEBOL 코파 아메리카 기록        | CONMEBOL 코파 아메리카 기록        | CONMEBOL 코파 아메리카 기록        | CONMEBOL 코파 아메리카 기록        | CONMEBOL 코파 아메리카 기록        | CONMEBOL 코파 아메리카 기록        | CONMEBOL 코파 아메리카 기록        | CONMEBOL 코파 아메리카 기록        | CONMEBOL 코파 아메리카 기록        |
| 년도                        | 결과                               | 순위                               | 경기                               | 승                                 | 무*                                | 패                                 | 득점                               | 실점                               | 승점                               |
| 남미 축구 선수권 대회       | 남미 축구 선수권 대회              | 남미 축구 선수권 대회              | 남미 축구 선수권 대회              | 남미 축구 선수권 대회              | 남미 축구 선수권 대회              | 남미 축구 선수권 대회              | 남미 축구 선수권 대회              | 남미 축구 선수권 대회              | 남미 축구 선수권 대회              |
| --------------------------- | ---------------------------------- | ---------------------------------- | ---------------------------------- | ---------------------------------- | ---------------------------------- | ---------------------------------- | ---------------------------------- | ---------------------------------- | ---------------------------------- |
| 1916년                      | 없음                               | 없음                               | 없음                               | 없음                               | 없음                               | 없음                               | 없음                               | 없음                               | 없음                               |
| 1917년                      | 없음                               | 없음                               | 없음                               | 없음                               | 없음                               | 없음                               | 없음                               | 없음                               | 없음                               |
| 1919년                      | 없음                               | 없음                               | 없음                               | 없음                               | 없음                               | 없음                               | 없음                               | 없음                               | 없음                               |
| 1920년                      | 없음                               | 없음                               | 없음                               | 없음                               | 없음                               | 없음                               | 없음                               | 없음                               | 없음                               |
| 1921년                      | 없음                               | 없음                               | 없음                               | 없음                               | 없음                               | 없음                               | 없음                               | 없음                               | 없음                               |
| 1922년                      | 없음                               | 없음                               | 없음                               | 없음                               | 없음                               | 없음                               | 없음                               | 없음                               | 없음                               |
| 1923년                      | 없음                               | 없음                               | 없음                               | 없음                               | 없음                               | 없음                               | 없음                               | 없음                               | 없음                               |
| 1924년                      | 없음                               | 없음                               | 없음                               | 없음                               | 없음                               | 없음                               | 없음                               | 없음                               | 없음                               |
| 1925년                      | 없음                               | 없음                               | 없음                               | 없음                               | 없음                               | 없음                               | 없음                               | 없음                               | 없음                               |
| 1926년                      | 비회원국                           | 비회원국                           | 비회원국                           | 비회원국                           | 비회원국                           | 비회원국                           | 비회원국                           | 비회원국                           | 비회원국                           |
| 1927년                      | 비회원국                           | 비회원국                           | 비회원국                           | 비회원국                           | 비회원국                           | 비회원국                           | 비회원국                           | 비회원국                           | 비회원국                           |
| 1929년                      | 비회원국                           | 비회원국                           | 비회원국                           | 비회원국                           | 비회원국                           | 비회원국                           | 비회원국                           | 비회원국                           | 비회원국                           |
| 1935년                      | 비회원국                           | 비회원국                           | 비회원국                           | 비회원국                           | 비회원국                           | 비회원국                           | 비회원국                           | 비회원국                           | 비회원국                           |
| 1937년                      | 비회원국                           | 비회원국                           | 비회원국                           | 비회원국                           | 비회원국                           | 비회원국                           | 비회원국                           | 비회원국                           | 비회원국                           |
| 1939년                      | 비회원국                           | 비회원국                           | 비회원국                           | 비회원국                           | 비회원국                           | 비회원국                           | 비회원국                           | 비회원국                           | 비회원국                           |
| 1941년                      | 비회원국                           | 비회원국                           | 비회원국                           | 비회원국                           | 비회원국                           | 비회원국                           | 비회원국                           | 비회원국                           | 비회원국                           |
| 1942년                      | 비회원국                           | 비회원국                           | 비회원국                           | 비회원국                           | 비회원국                           | 비회원국                           | 비회원국                           | 비회원국                           | 비회원국                           |
| 1945년                      | 비회원국                           | 비회원국                           | 비회원국                           | 비회원국                           | 비회원국                           | 비회원국                           | 비회원국                           | 비회원국                           | 비회원국                           |
| 1946년                      | 비회원국                           | 비회원국                           | 비회원국                           | 비회원국                           | 비회원국                           | 비회원국                           | 비회원국                           | 비회원국                           | 비회원국                           |
| 1947년                      | 비회원국                           | 비회원국                           | 비회원국                           | 비회원국                           | 비회원국                           | 비회원국                           | 비회원국                           | 비회원국                           | 비회원국                           |
| 1949년                      | 비회원국                           | 비회원국                           | 비회원국                           | 비회원국                           | 비회원국                           | 비회원국                           | 비회원국                           | 비회원국                           | 비회원국                           |
| 1953년                      | 불참                               | 불참                               | 불참                               | 불참                               | 불참                               | 불참                               | 불참                               | 불참                               | 불참                               |
| 1955년                      | 불참                               | 불참                               | 불참                               | 불참                               | 불참                               | 불참                               | 불참                               | 불참                               | 불참                               |
| 1956년                      | 불참                               | 불참                               | 불참                               | 불참                               | 불참                               | 불참                               | 불참                               | 불참                               | 불참                               |
| 1957년                      | 불참                               | 불참                               | 불참                               | 불참                               | 불참                               | 불참                               | 불참                               | 불참                               | 불참                               |
| 1959년                      | 불참                               | 불참                               | 불참                               | 불참                               | 불참                               | 불참                               | 불참                               | 불참                               | 불참                               |
| 1959년                      | 불참                               | 불참                               | 불참                               | 불참                               | 불참                               | 불참                               | 불참                               | 불참                               | 불참                               |
| 1963년                      | 불참                               | 불참                               | 불참                               | 불참                               | 불참                               | 불참                               | 불참                               | 불참                               | 불참                               |
| 1967년                      | 결선리그                           | 5위                                | 5                                  | 1                                  | 0                                  | 4                                  | 7                                  | 16                                 | 3                                  |
| CONMEBOL 코파 아메리카      |                                    |                                    |                                    |                                    |                                    |                                    |                                    |                                    |                                    |
| 1975년                      | 예선탈락                           | 10위                               | 4                                  | 0                                  | 0                                  | 4                                  | 1                                  | 26                                 | 0                                  |
| 1979년                      | 예선탈락                           | 10위                               | 4                                  | 0                                  | 2                                  | 2                                  | 1                                  | 12                                 | 2                                  |
| 1983년                      | 예선탈락                           | 10위                               | 4                                  | 0                                  | 1                                  | 3                                  | 1                                  | 10                                 | 1                                  |
| 1987년                      | 예선탈락                           | 10위                               | 2                                  | 0                                  | 0                                  | 2                                  | 1                                  | 8                                  | 0                                  |
| 1989년                      | 예선탈락                           | 10위                               | 4                                  | 0                                  | 1                                  | 3                                  | 4                                  | 11                                 | 1                                  |
| 1991년                      | 예선탈락                           | 10위                               | 4                                  | 0                                  | 0                                  | 4                                  | 1                                  | 15                                 | 0                                  |
| 1993년                      | 예선탈락                           | 11위                               | 3                                  | 0                                  | 2                                  | 1                                  | 6                                  | 11                                 | 2                                  |
| 1995년                      | 예선탈락                           | 12위                               | 3                                  | 0                                  | 0                                  | 3                                  | 4                                  | 10                                 | 0                                  |
| 1997년                      | 예선탈락                           | 12위                               | 3                                  | 0                                  | 0                                  | 3                                  | 0                                  | 5                                  | 0                                  |
| 1999년                      | 예선탈락                           | 12위                               | 3                                  | 0                                  | 0                                  | 3                                  | 1                                  | 13                                 | 0                                  |
| 2001년                      | 예선탈락                           | 11위                               | 3                                  | 0                                  | 0                                  | 3                                  | 0                                  | 7                                  | 0                                  |
| 2004년                      | 예선탈락                           | 11위                               | 3                                  | 0                                  | 1                                  | 2                                  | 2                                  | 5                                  | 1                                  |
| 2007년                      | 8강                                | 6위                                | 4                                  | 1                                  | 2                                  | 1                                  | 5                                  | 6                                  | 5                                  |
| 2011년                      | 4강                                | 4위                                | 6                                  | 2                                  | 3                                  | 1                                  | 7                                  | 8                                  | 9                                  |
| 2015년                      | 예선탈락                           | 9위                                | 3                                  | 1                                  | 0                                  | 2                                  | 2                                  | 3                                  | 3                                  |
| 2016년                      | 8강                                | 6위                                | 4                                  | 2                                  | 1                                  | 1                                  | 4                                  | 5                                  | 7                                  |
| 2019년                      | 8강                                | 7위                                | 4                                  | 1                                  | 2                                  | 1                                  | 3                                  | 3                                  | 5                                  |
| 2021년                      | 예선탈락                           | 9위                                | 4                                  | 0                                  | 2                                  | 2                                  | 2                                  | 6                                  | 2                                  |
| 2024년                      | 8강                                | 5위                                | 4                                  | 3                                  | 1                                  | 0                                  | 7                                  | 2                                  | 10                                 |
| 합계                        | 20회 진출(20/48)                   | 4위(1회)                           | 74                                 | 11                                 | 18                                 | 45                                 | 59                                 | 182                                | 51                                 |
| 순위                        | CONMEBOL 코파 아메리카 순위 : 11위 | CONMEBOL 코파 아메리카 순위 : 11위 | CONMEBOL 코파 아메리카 순위 : 11위 | CONMEBOL 코파 아메리카 순위 : 11위 | CONMEBOL 코파 아메리카 순위 : 11위 | CONMEBOL 코파 아메리카 순위 : 11위 | CONMEBOL 코파 아메리카 순위 : 11위 | CONMEBOL 코파 아메리카 순위 : 11위 | CONMEBOL 코파 아메리카 순위 : 11위 |

## 하계 올림픽
| 올림픽 축구 기록 | 올림픽 축구 기록 | 올림픽 축구 기록 | 올림픽 축구 기록 | 올림픽 축구 기록 | 올림픽 축구 기록 | 올림픽 축구 기록 | 올림픽 축구 기록 | 올림픽 축구 기록 | 올림픽 축구 기록 |
| 년도             | 결과             | 순위             | 경기             | 승               | 무*              | 패               | 득점             | 실점             | 승점             |
| ---------------- | ---------------- | ---------------- | ---------------- | ---------------- | ---------------- | ---------------- | ---------------- | ---------------- | ---------------- |
| 1976년 이전      | 진출 실패        | 진출 실패        | 진출 실패        | 진출 실패        | 진출 실패        | 진출 실패        | 진출 실패        | 진출 실패        | 진출 실패        |
| 1980년           | 조별리그         | 12위             | 3                | 1                | 0                | 2                | 3                | 7                | 3                |
| 1984년           | 진출 실패        | 진출 실패        | 진출 실패        | 진출 실패        | 진출 실패        | 진출 실패        | 진출 실패        | 진출 실패        | 진출 실패        |
| 1988년           | 진출 실패        | 진출 실패        | 진출 실패        | 진출 실패        | 진출 실패        | 진출 실패        | 진출 실패        | 진출 실패        | 진출 실패        |
| 1992년           | 진출 실패        | 진출 실패        | 진출 실패        | 진출 실패        | 진출 실패        | 진출 실패        | 진출 실패        | 진출 실패        | 진출 실패        |
| 1996년           | 진출 실패        | 진출 실패        | 진출 실패        | 진출 실패        | 진출 실패        | 진출 실패        | 진출 실패        | 진출 실패        | 진출 실패        |
| 2000년           | 진출 실패        | 진출 실패        | 진출 실패        | 진출 실패        | 진출 실패        | 진출 실패        | 진출 실패        | 진출 실패        | 진출 실패        |
| 2004년           | 진출 실패        | 진출 실패        | 진출 실패        | 진출 실패        | 진출 실패        | 진출 실패        | 진출 실패        | 진출 실패        | 진출 실패        |
| 2008년           | 진출 실패        | 진출 실패        | 진출 실패        | 진출 실패        | 진출 실패        | 진출 실패        | 진출 실패        | 진출 실패        | 진출 실패        |
| 2012년           | 진출 실패        | 진출 실패        | 진출 실패        | 진출 실패        | 진출 실패        | 진출 실패        | 진출 실패        | 진출 실패        | 진출 실패        |
| 2016년           | 진출 실패        | 진출 실패        | 진출 실패        | 진출 실패        | 진출 실패        | 진출 실패        | 진출 실패        | 진출 실패        | 진출 실패        |
| 합계             | 1회 진출(1/26)   | 조별리그(1회)    | 3                | 1                | 0                | 2                | 3                | 7                | 3                |

## 팬아메리칸 게임
| 팬아메리칸 게임 기록 | 팬아메리칸 게임 기록 | 팬아메리칸 게임 기록 | 팬아메리칸 게임 기록 | 팬아메리칸 게임 기록 | 팬아메리칸 게임 기록 | 팬아메리칸 게임 기록 | 팬아메리칸 게임 기록 | 팬아메리칸 게임 기록 | 팬아메리칸 게임 기록 |
| 년도                 | 결과                 | 순위                 | 경기                 | 승                   | 무*                  | 패                   | 득점                 | 실점                 | 승점                 |
| -------------------- | -------------------- | -------------------- | -------------------- | -------------------- | -------------------- | -------------------- | -------------------- | -------------------- | -------------------- |
| 1951년               | 결선리그             | 5위                  | 4                    | 0                    | 1                    | 3                    | 5                    | 9                    | 1                    |
| 1955년               | 결선리그             | 4위                  | 6                    | 1                    | 2                    | 3                    | 9                    | 20                   | 5                    |
| 1959년               | 진출 실패            | 진출 실패            | 진출 실패            | 진출 실패            | 진출 실패            | 진출 실패            | 진출 실패            | 진출 실패            | 진출 실패            |
| 1963년               | 진출 실패            | 진출 실패            | 진출 실패            | 진출 실패            | 진출 실패            | 진출 실패            | 진출 실패            | 진출 실패            | 진출 실패            |
| 1967년               | 진출 실패            | 진출 실패            | 진출 실패            | 진출 실패            | 진출 실패            | 진출 실패            | 진출 실패            | 진출 실패            | 진출 실패            |
| 1971년               | 진출 실패            | 진출 실패            | 진출 실패            | 진출 실패            | 진출 실패            | 진출 실패            | 진출 실패            | 진출 실패            | 진출 실패            |
| 1975년               | 진출 실패            | 진출 실패            | 진출 실패            | 진출 실패            | 진출 실패            | 진출 실패            | 진출 실패            | 진출 실패            | 진출 실패            |
| 1979년               | 진출 실패            | 진출 실패            | 진출 실패            | 진출 실패            | 진출 실패            | 진출 실패            | 진출 실패            | 진출 실패            | 진출 실패            |
| 1983년               | 조별리그             | 7위                  | 2                    | 1                    | 0                    | 1                    | 3                    | 3                    | 3                    |
| 1987년               | 진출 실패            | 진출 실패            | 진출 실패            | 진출 실패            | 진출 실패            | 진출 실패            | 진출 실패            | 진출 실패            | 진출 실패            |
| 1991년               | 진출 실패            | 진출 실패            | 진출 실패            | 진출 실패            | 진출 실패            | 진출 실패            | 진출 실패            | 진출 실패            | 진출 실패            |
| 1995년               | 진출 실패            | 진출 실패            | 진출 실패            | 진출 실패            | 진출 실패            | 진출 실패            | 진출 실패            | 진출 실패            | 진출 실패            |
| 1999년               | 진출 실패            | 진출 실패            | 진출 실패            | 진출 실패            | 진출 실패            | 진출 실패            | 진출 실패            | 진출 실패            | 진출 실패            |
| 2003년               | 진출 실패            | 진출 실패            | 진출 실패            | 진출 실패            | 진출 실패            | 진출 실패            | 진출 실패            | 진출 실패            | 진출 실패            |
| 2007년               | 조별리그             | 8위                  | 3                    | 0                    | 0                    | 3                    | 1                    | 6                    | 0                    |
| 2011년               | 진출 실패            | 진출 실패            | 진출 실패            | 진출 실패            | 진출 실패            | 진출 실패            | 진출 실패            | 진출 실패            | 진출 실패            |
| 2015년               | 진출 실패            | 진출 실패            | 진출 실패            | 진출 실패            | 진출 실패            | 진출 실패            | 진출 실패            | 진출 실패            | 진출 실패            |
| 합계                 | 4회 진출(4/17)       | 4위(2회)             | 15                   | 2                    | 3                    | 10                   | 18                   | 38                   | 9                    |

## 유명 선수
- 후안 아랑고
- 살로몬 론돈
- 페르난도 아모레비에타
- 로베르토 로살레스
- 마리오 론돈
- 토마스 링콘

## 역대 감독
| 감독                | 임기        |
| ------------------- | ----------- |
| 라토미르 두이코비치 | 1992 ~ 1995 |
| 호세 페케르만       | 2021 ~ 2023 |